# San Joaquín (Chile)
San Joaquín es una comuna ubicada en el sector sur de la ciudad de Santiago, capital de Chile. Su territorio es totalmente urbano.
Limita al norte con la comuna de Santiago, el parque Santa María es utilizado como frontera (ex Línea Férrea), al oriente con las comunas de Ñuñoa, Macul y La Florida, por la Avenida Vicuña Mackenna. Al poniente con la comuna de San Miguel, por la Avenida Santa Rosa y al sur con la comuna de La Granja, por la Avenida Lo Ovalle.

## Toponimia
El nombre de la comuna proviene de la antigua Avenida San Joaquín, actualmente Avenida Carlos Valdovinos, que atraviesa el extremo norte de la comuna en sentido oriente - poniente.

## Historia
San Joaquín nace de la partición territorial de la comuna de San Miguel en 1981, empezando su funcionamiento administrativo el 15 de julio de 1987 con su primer alcalde Jaime Orpis Bouchon (UDI). La atención de los usuarios comenzó el día 9 de octubre del mismo año, día designado como aniversario de la comuna. Luego asumió como alcalde, por dos años, el también designado Alberto Lira Moller (UDI).[cita requerida]
En la primera elección democrática municipal, realizada en junio de 1992, es electo como alcalde Ramón Farías Ponce (PPD), quien fue reelecto por dos veces consecutivas para los periodos entre 1996 y 2004.

## Administración
La Ilustre Municipalidad de San Joaquín es dirigida en el periodo 2024-2028 por el alcalde Cristóbal Labra Bassa (Ind.), quien es asesorado por los concejales:
- Carolina Calderón Montecinos (UDI)
- Ingrid Feliú Jarques (REP)
- Eduardo Villalobos Flores (PS)
- Tiare Hernández Nieto  (PS)
- Patricia Leiva Martínez (FRVS)
- Jozo Vukelic Arancibia  (PR)
- Carlos Núñez Villarroel Ind-(FA)
- Montserrat Muñoz Gárate (PC)

### Representación parlamentaria
San Joaquín pertenece al Distrito Electoral n.º 10 y a la 7ª Circunscripción Senatorial (Región Metropolitana). Es representada en la Cámara de Diputados del Congreso Nacional por los diputados Gonzalo Winter (FA), Lorena Fries (FA), Emilia Schneider (FA), Alejandra Placencia (PCCh), Helia Molina (PPD), Jorge Alessandri Vergara (UDI), María Luisa Cordero (Ind-RN) y Johannes Kaiser (PRCh) en el periodo 2022-2026. A su vez, en el Senado la representan Fabiola Campillai Rojas (Ind), Claudia Pascual (PCCh), Luciano Cruz Coke (EVOP), Manuel José Ossandon (RN) y Rojo Edwards (PRCh) en el periodo 2022-2030.

## Medio ambiente

### Geomorfología y componentes abióticos

Trazado simplificado de los ecosistemas y cuerpos de agua presentes en la comuna de San Joaquín.

La comuna de San Joaquín se encuentra emplazada en la unidad geomorfológica de Cuenca de Santiago; y presenta según la clasificación climática de Köppen clima mediterráneo de lluvia invernal (Csb). Esta además se halla en la cuenca hidrográfica de río Maipo. Además, la comuna posee diversos cuerpos de agua, entre los que se destacan el Zanjón de la Aguada.

### Componentes bióticos
Dentro del territorio de la comuna se podrían hallar los siguientes ecosistemas; sin embargo, debido a que la totalidad de su superficie se halla urbanizada, no existen vestigios de zonas naturales sin intervención humana:
- Bosque espinoso mediterráneo interior donde predominan Acacia caven y Prosopis chilensis (Vulnerable)

### Medidas de protección ambiental y conflictos socioambientales
Hasta 2022, la comuna de San Joaquín no cuenta con áreas territoriales destinadas a la protección ambiental.

## Demografía

### Sectores
- Barrio La Castrina
- Población La Legua
- Barrio 12 de Febrero
- Barrio Gozzoli
- Población Madeco
- Población Mademsa
- El Pinar[12]
- Barrio Antigua Legua
- Población El Carmen (San Joaquín)
- Villa Haydn
- Población Chile (Villa Los Músicos)
- Barrio Haydn
- Población René Schneider
- Población Eduardo Musa (Decreto N° 1086, publicado en el Diario Oficial el 17.06.1958)
- Villa 12 de Mayo
- Población Joaquín Edwards Bello
- Villa Margozzini
- Población German Riesco
- Villa Cervantes
- Villa Berlioz

Villa Manuel de Salas 
Villa Salomon Sack 

## Administración

### Municipalidad
La Municipalidad de San Joaquín para el periodo 2021-2024 es dirigida por el alcalde Cristóbal Amaro Labra Bassa (Independiente - Candidatura Independiente) y el concejo municipal conformado por los concejales:
- Montserrat Isidora Muñoz Gárate (IND - Chile Digno Verde y Soberano)
- Gustavo Ariel Arias Campos (Partido Comunista de Chile)
- Elizabeth Galleguillos Medina (Renovación Nacional)
- Jozo Paulo Vukelic Arancibia (IND - Radicales e IND)
- Patricia Victoria Leiva Martínez (IND - Frente Amplio)
- Eduardo Alfredo Villalobos Flores (Revolución Democrática)
- Francisco Eduardo Ortiz Seguel (Partido Por la Democracia)
- Tiare Carolina Hernández Nieto (Partido Socialista de Chile)

### Representación parlamentaria
San Joaquín forma parte de la Circunscripción Senatorial VII y del Distrito Electoral 10. Es representada en la Cámara de Diputados del Congreso Nacional por los siguientes diputados:
- Jorge Alessandri Vergara (Unión Demócrata Independiente)
- María Luisa Cordero Velásquez (IND - RN)
- Helia Molina Milman (Partido Por la Democracia)
- Johannes Kaiser Barents-Von Hohenhagen (Partido Republicano De Chile)
- Gonzalo Winter Etcheberry (Convergencia Social)
- Lorena Fries Monleón (IND - Convergencia Social)
- Emilia Schneider Videla (Comunes)
- Alejandra Francisca Placencia Cabello (Partido Comunista de Chile)

En el Senado, la representan:
- Manuel José Ossandón Irarrázabal (Renovación Nacional)
- Luciano Cruz-Coke Carvallo (Evolución Política)
- Rojo Edwards Silva (Partido Republicano De Chile)
- Claudia Pascual Grau (Partido Comunista de Chile)
- Fabiola Campillai Rojas (Independiente)

## Economía
En 2018, la cantidad de empresas registradas en San Joaquín fue de 2.399. El Índice de Complejidad Económica (ECI) en el mismo año fue de 1,13, mientras que las actividades económicas con mayor índice de Ventaja Comparativa Revelada (RCA) fueron Fabricación de Tejidos de uso Industrial: Impregnados, Moltoprene, Batista (41,44), Curtido y Adobo de Cueros (36,2) y Fabricación de Brochas, Escobas y Cepillos (28,11).

## Relaciones internacionales
La comuna de San Joaquín es sede de una serie de instituciones de relaciones internacionales vinculadas a la Pontificia Universidad Católica de Chile, tales como la Dirección de Formación Global, Dirección de Vinculación Global, y Dirección de Movilidad Global de la Vicerrectoría de Asuntos Internacionales, además de la Dirección de Relaciones Internacionales de la Facultad de Ingeniería UC.También, el Campus San Joaquín de la Universidad Técnica Federico Santa María cuenta con una Oficina de Asuntos Internacionales, encargada de la movilidad estudiantil y cooperación académica del campus a nivel global.

## Cultura

### Sanjoaquinenses

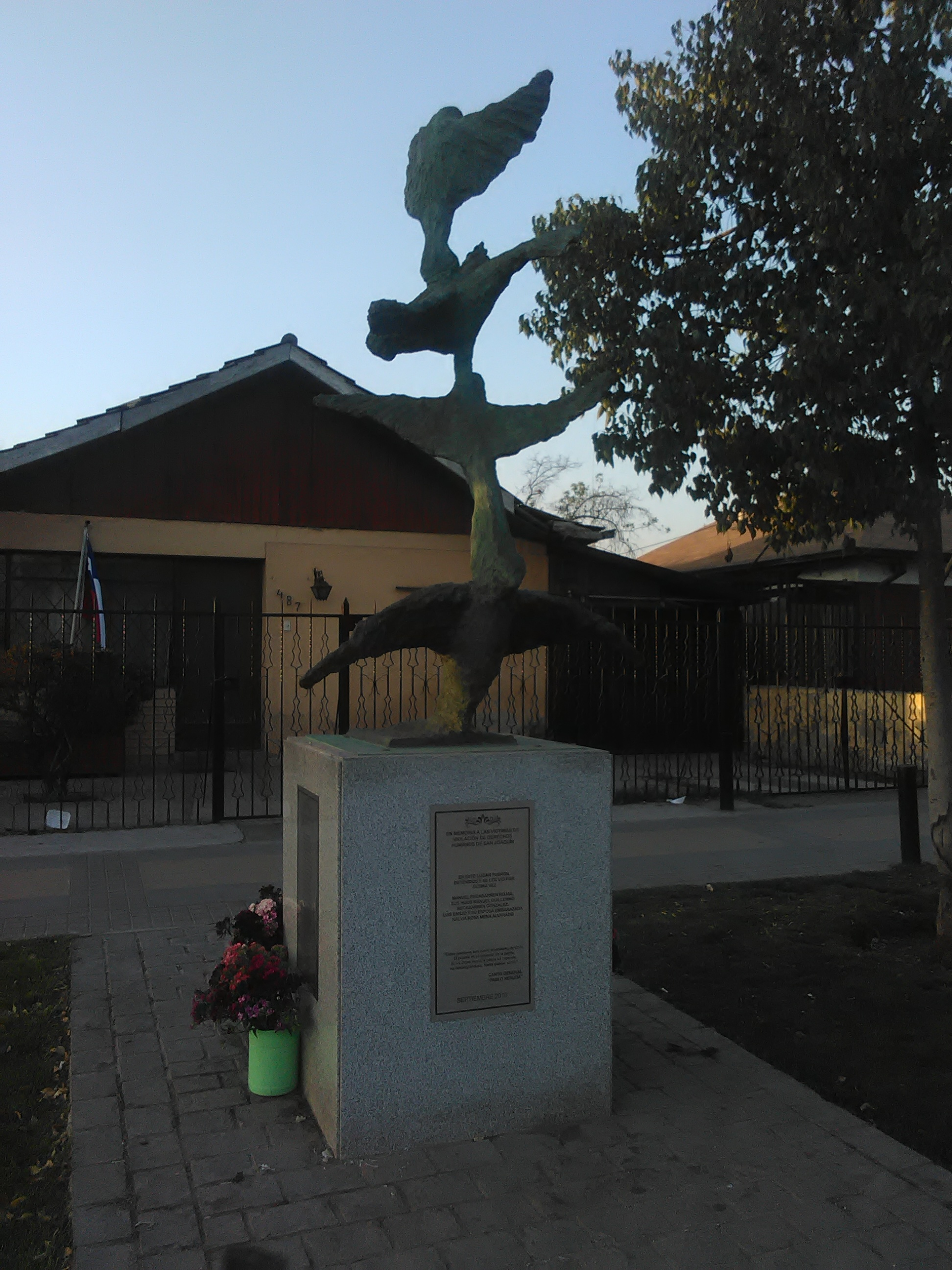
Monumento a las víctimas de la dictadura militar pertenecientes a la comuna de San Joaquín.

La comuna de San Joaquín ha sido hogar de destacados referentes en el ámbito deportivo. Entre ellos se encuentra Gustavo Alarcón (1999-), esgrimista que ganó la medalla de plata en los Juegos Panamericanos de 2019. También sobresale el futbolista profesional Arturo Vidal (1987-), internacional absoluto con la selección de Chile desde 2007, con la cual ha sido campeón de la Copa América en 2015 y 2016. Además, Vidal es dueño del club local Rodelindo Román.

## Transporte

### Principales vías

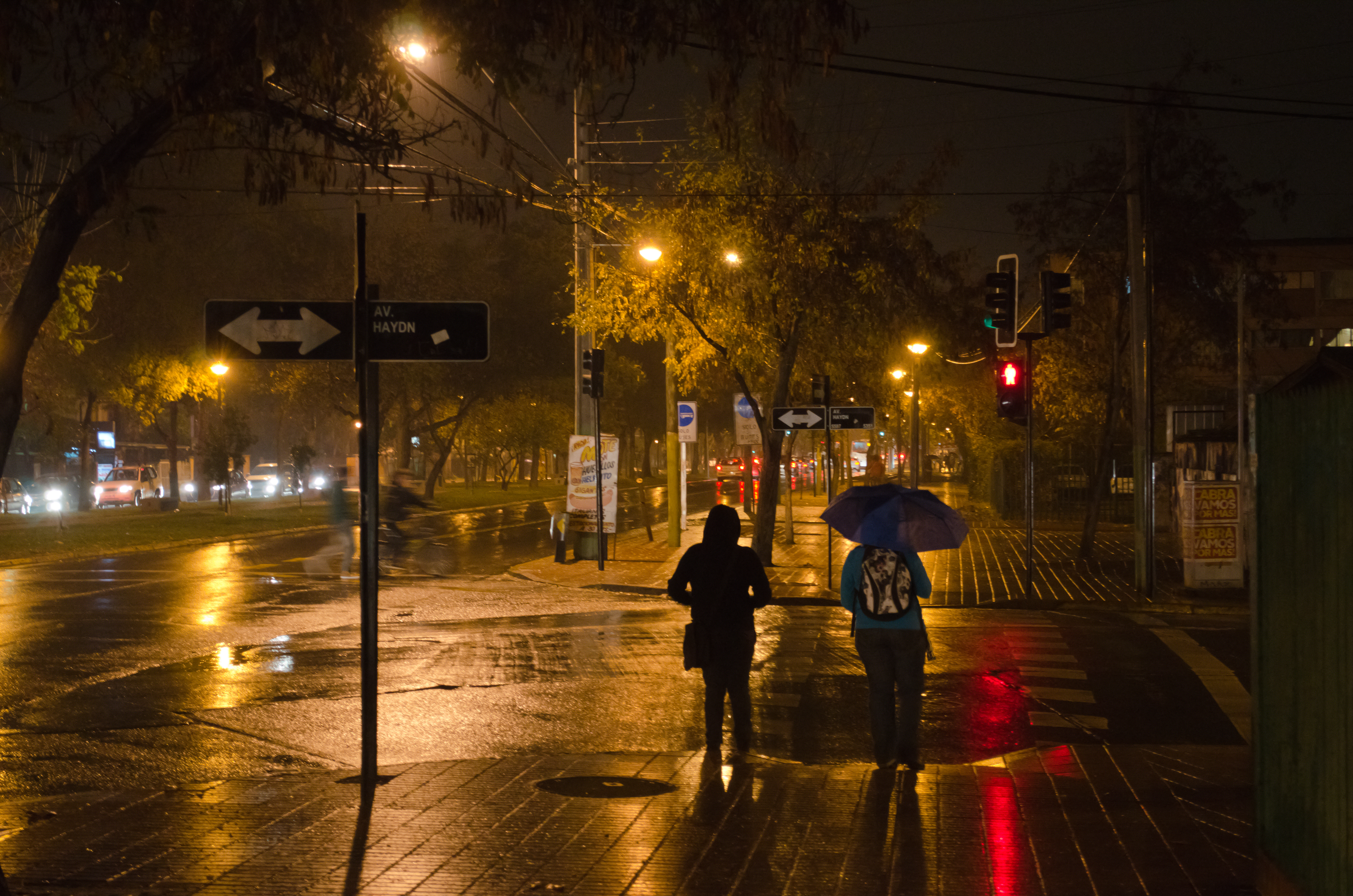
Departamental con avenida Haydn en la comuna de San Joaquín.

La principales vías de la comuna son:
- Avenida Presidente Salvador Allende Gossens
- Las Industrias
- Vicuña Mackenna
- Santa Rosa
- Departamental
- Avenida Carlos Valdovinos
- Avenida Isabel Riquelme

Siendo Las Industrias el eje vial central y las otras vías  articuladoras o expresas, en las cuales se ubica la mayor parte del comercio de la comuna y la mayor concentración automovilística, todas ellas permitiendo la conexión vial con el resto de la ciudad.

### Metro

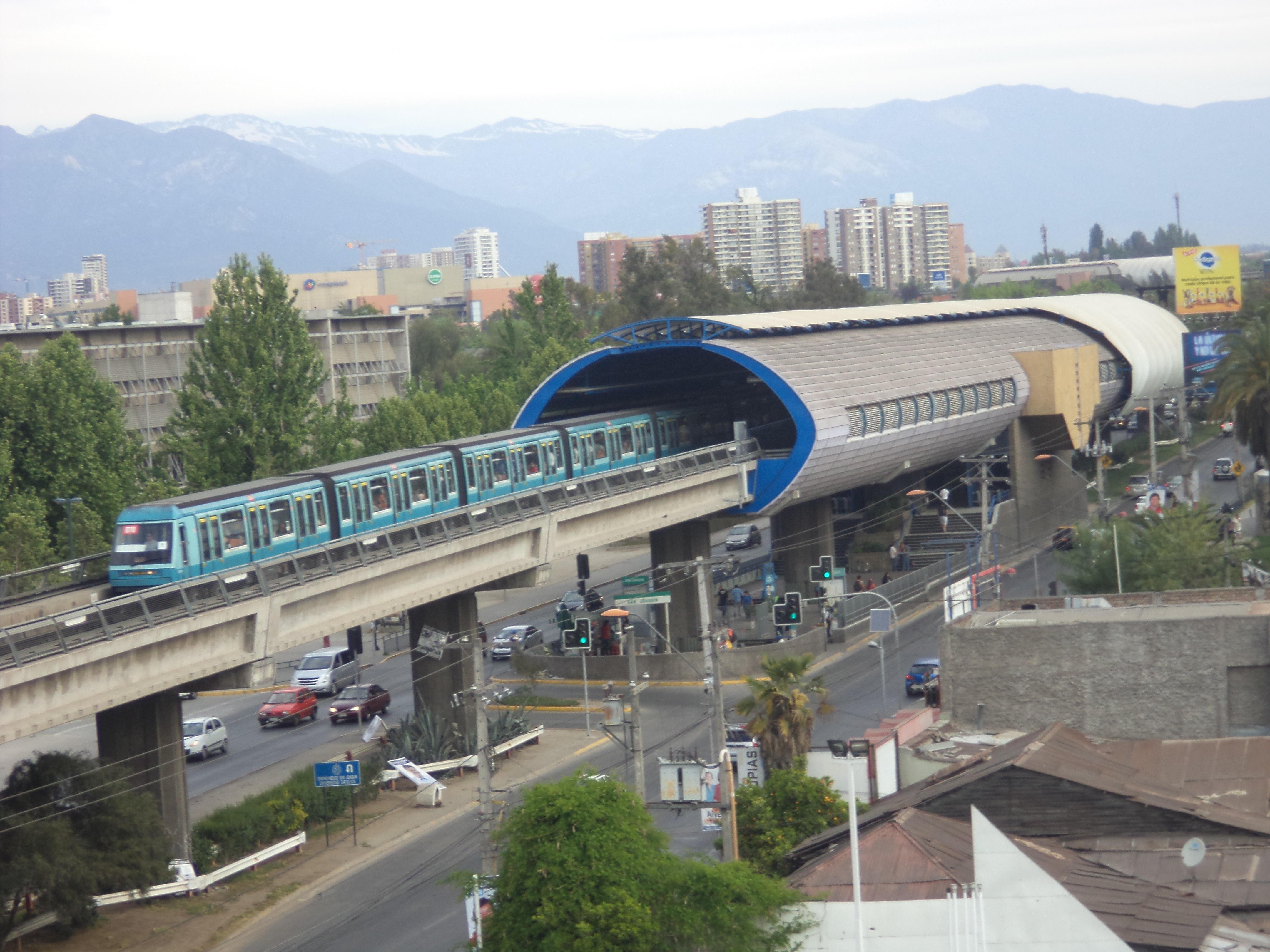
Estación San Joaquín desde el noroeste.

San Joaquín cuenta con 5 estaciones de la Línea 5 del Metro de Santiago por la Avenida Vicuña Mackenna y una de la Línea 6.
- : Rodrigo de Araya • Carlos Valdovinos • Camino Agrícola • San Joaquín • Pedrero
- : Bío Bío

Además se está estudiando la construcción de la nueva  línea  del Metro de Santiago para el año 2028. 
Junto con las comunas de Lo Espejo, Pedro Aguirre Cerda y San Miguel formaba parte de la Zona H del Transantiago.

## Deportes

### Fútbol
La comuna de San Joaquín tiene a dos clubes participando en los Campeonatos Nacionales de Fútbol en Chile.
- Real San Joaquín.
- Rodelindo Román.